# Vice-almirante

Insígnias de vice-almirante da Marinha dos EUA

Vice-almirante é um posto de oficial general, existente nas forças navais de vários países do Mundo. Normalmente é o posto imediatamente inferior ao de almirante e superior ao de contra-almirante, correspondendo à categoria OF-8 da NATO, conhecido por oficial general de três estrelas. Nalguns países é o posto naval efetivo de maior patente, já que o posto de almirante é apenas uma dignidade honorífica.

## História
A dignidade de vice-almirante existiu na França desde a Idade Média. Na altura não era um posto militar, mas uma função judicial e administrativa do Estado, responsável por coadjuvar o almirante, na sua responsabilidade de gestão dos  assuntos marítimos e costeiros. Existia um vice-almirante subordinado a cada um dos almirantes de França (Picardia e Normandia), da Bretanha, de Poitou e da Provença. Ao Almirante da Guiana, estavam subordinados dois vice-almirantes, o de Poitou e o de Saintonge.
Mais tarde, função administrativa foi-se transformando numa função, essencialmente, militar de âmbito naval. Posteriormente, a função transformou-se num posto militar de oficial general da Marinha. Além da França, outros países, foram introduzindo, nas suas marinhas, postos de vice-almirante.

## Portugal
Actualmente, na Marinha Portuguesa, vice-almirante é um posto de oficial general, imediatamente inferior ao de almirante e superior ao de contra-almirante. É equivalente ao posto de tenente-general no Exército e na Força Aérea.
O posto foi introduzido na Marinha Portuguesa, em 1789, como a mais alta patente de oficial general efetivo. Era imediatamente superior a tenente-general da Marinha, sendo, aproximadamente equivalente a marechal do Exército e a general de infantaria, de cavalaria e de artilharia. Acima de vice-almirante existiam apenas o Capitão-General da Armada Real e o Almirante de Portugal, que não eram postos, mas apenas cargos.
Em 1797 o anterior posto de vice-almirante passou a designar-se "almirante". A designação "vice-almirante" passou para o posto imediatamente inferior, até aí designado "tenente-general".
Em 1892 o posto de vice-almirante voltou a tornar-se o posto efetivo mais elevado da Marinha, em virtude do posto de almirante ter sido transformado numa simples dignidade honorífica, equivalente à de marechal do Exército. O posto passa, mais tarde, a ser reservado, apenas, aos oficiais generais que exercem as funções de Chefe do Estado-Maior da Armada, de Chefe do Estado-Maior-General das Forças Armadas e de presidente do Supremo Tribunal Militar.
Em 1977 é reintroduzido o posto de almirante como a maior patente de oficial general efetivo, substituindo o de vice-almirante. A designação "vice-almirante" passa a ser aplicada ao anterior posto de "contra-almirante".

Distintivo de manga
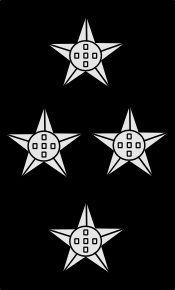
Distintivo de passadeira (antes de 1977)
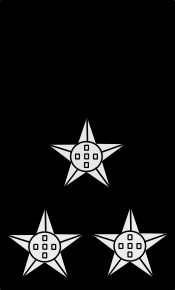
Distintivo de passadeira (depois de 1977)
Bandeira de comando (antes de 1977)
Bandeira de comando (depois de 1977)

## Brasil
Na Marinha do Brasil, Vice-Almirante é um posto de oficial general, imediatamente inferior ao de Almirante-de-Esquadra e superior ao de Contra-Almirante. É equivalente ao posto de General de Divisão no Exército e de Major-Brigadeiro na Força Aérea.

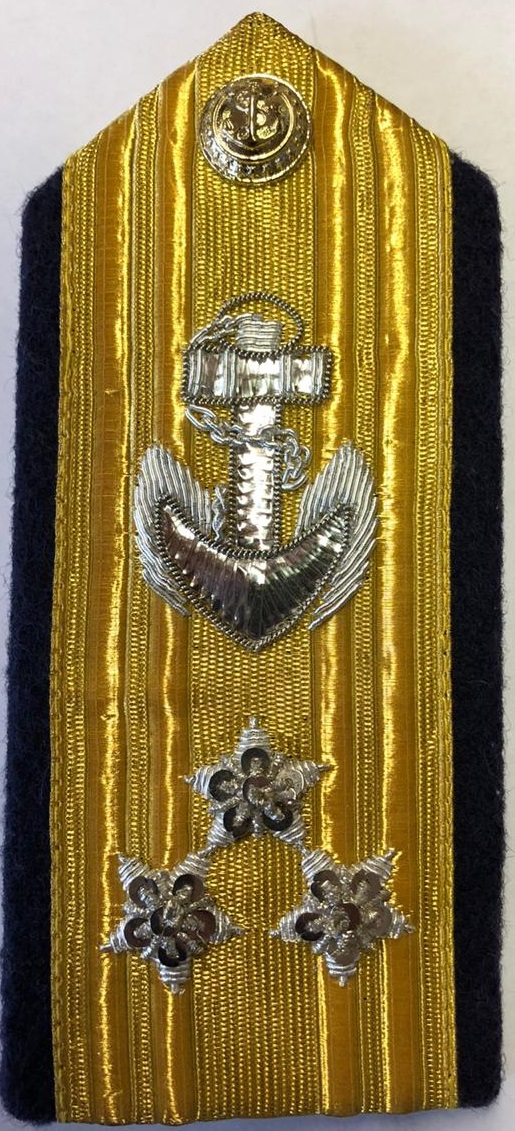
Insínia de Vice-Almirante da Marinha do Brasil